# Лалатович, Мирко
Мирко Лалатович (серб. Мирко Лалатовић; 1904, Страшевина — конец апреля 1945, концлагерь Ясеновац) — югославский лётчик, майор королевских ВВС, член штаба командования Югославских войск на родине.

## Биография
Родился в 1904 году в деревне Страшевина около Никшича. Окончил военную школу, служил в авиации. Майор королевских ВВС Югославии, служил в оперативном отделе Генерального штаба. Участвовал в Апрельской войне, за несколько дней до капитуляции покинул территорию Югославии. Со второй половины 1941 года в расположении штаба командования союзников в Северной Африке.
Вместе с майором Захарие Остойичем находился в составе Союзной военной миссии в Югославии, ведомой Биллом Хадсоном и прибывшей 21 сентября 1941 в Петровац-на-Море. После возвращения на родину вошёл в штаб четников Драголюба Михаиловича.
С конца 1941 по конец апреля 1945 года — начальник 2-го отдела Оперативного отделения Верховного главнокомандования Югославских войск на родине (четников Михаиловича). Весной 1942 года назначен ответственным за радиосвязь с союзниками.
В марте 1945 года при попытке пробиться к западным союзникам и не попасть к партизанам был схвачен усташами на Лиевче-Поле и отправлен в концлагерь Ясеновац, где расстрелян в конце апреля 1945 года с Остойичем.
Внук Лалатовича — футболист и футбольный тренер Ненад Лалатович.